# Mrtvý sníh
Mrtvý sníh (norsky Død snø) je norský hororově-komediální film z roku 2009, který natočil režisér Tommy Wirkola.

## Děj
Skupinka studentů medicíny se vydá na horskou chatu, kde si chtějí užít odpočinku a zábavy. Pak tam potkají nezvaného hosta, který jim začne vyprávět o nacistickém vojsku z druhé světové války, které zamrzlo pod sněhem. Mladí studenti však tomu nevěří. Nakonec se ale začnou ze sněhu vynořovat krvelační zombie, proti kterým musí skupina bojovat…